# Zara (ca sĩ Nga)
Zarifa Pashayevna Mgoyan (tiếng Nga: Зарифа Пашаевна Мгоян) (sinh 26 tháng 7 năm 1983 tại thành phố Leningrad), với nghệ danh Zara (Зара), được biết đến như một diễn viên tài năng và ngôi sao nhạc nhẹ có phong cách nổi trội trong làng giải trí Nga hiện nay.
Năm 2004, Zara đã kết hôn với Sergey Matvyenko, con trai của Valentina Matvyenko, thị trưởng thành phố Sankt-Peterburg. Tuy nhiên, họ đã li dị chỉ một năm sau đó.

## Tiểu sử và sự nghiệp
Zara vốn là người gốc Armenia, cô mang trong mình hai dòng máu Armenia và Kurd. Mãi đến năm 2004 thì cô mới công khai tiết lộ mình theo đạo Yazidi (hay Hỏa giáo - một tín ngưỡng của người Kurd) nhưng lại được một gia đình Cơ Đốc giáo nuôi dưỡng từ nhỏ.

### Album đã phát hành
- Trái tim Juliet (đĩa đơn, 1996)
- Trái tim Juliet (album, 1999)
- Zara (2000)
- Nơi dòng sông đang chảy (2002)
- Zara (bộ sưu tập những ca khúc đỉnh nhất, 2003)
- Đừng bỏ lại em trong đơn độc (2005)
- Tôi không phải... (2007)
- Cho Em (2009)